# Dromaeosaurus
 Dromaeosaurus  war eine Gattung fleischfressender Dinosaurier aus der Gruppe der Dromaeosauridae, die während der späten Oberkreide Nordamerikas lebte. Die einzige weitgehend anerkannte Art ist Dromaeosaurus albertensis, obwohl weitere Arten beschrieben wurden. Dromaeosaurus albertensis basiert auf einem fragmentarischen Schädel und wenigen Fußknochen, die von William Diller Matthew und Barnum Brown bereits 1914 entdeckt wurden; somit ist Dromaeosaurus der erste entdeckte Dromaeosauride. Dieser Fund stammt aus der Dinosaurier-Park-Formation von Alberta (Kanada) und wird in die Oberkreide (spätes Campanium bis Maastrichtium) datiert.
Weitere, sehr fragmentarische Überreste stammen aus Montana und Alaska. Innerhalb der Dromaeosauridae wird Dromaeosaurus für gewöhnlich in einer eigenen Unterfamilie eingeordnet, der Dromaeosaurinae, oft zusammen mit Utahraptor und Achillobator. Obwohl nur wenige Fossilien bekannt sind, ist Dromaeosaurus ein in der Öffentlichkeit bekannter Dromaeosauridae, der in vielen populären Büchern über Dinosaurier auftaucht und von dem Skelettrekonstruktionen in Museen auf der ganzen Welt ausgestellt sind.

## Merkmale
Dromaeosaurus wird auf eine Länge von etwa 1,8 Metern und ein Gewicht von ungefähr 15 kg geschätzt. Verglichen mit anderen Dromaeosauriden war der Schädel robuster, die Zähne größer und die Zahnreihe an der Spitze der Schnauze breiter. Anders als bei anderen Dromaeosauriden war der Hirnschädel nicht pneumatisiert (mit Hohlräumen durchzogen). Wie bei Deinonychus war der Kiefer robust und tief, im Gegensatz zu dem langen und schmalen Kiefer von Velociraptor. Auf jeder Seite des Unterkiefers (Dentale) saßen 11 Zähne, auf jeder Seite des Oberkiefers (Maxillare) waren es 9 Zähne. Dazu kommen jeweils vier Zähne des paarigen Zwischenkieferbeins (Prämaxillare), das vor dem Oberkiefer saß; diese Zähne waren kleiner und gerader als die des Oberkiefers. Insgesamt besaß Dromaeosaurus somit 48 Zähne. Die längsten Zähne des Oberkiefers waren über 1,5 cm lang, während die längsten Zähne des Unterkiefers 1,4 cm lang waren (Zahnkrone + Zahnwurzel). Die Zähne waren auf der Vorderkante und auf der Hinterkante gesägt – während auf der Vorderkante jedes Zahns 34 Dentikel (Zähnchen) saßen, waren es auf der Hinterkante 45 Dentikel. Die Dentikel waren bei Dromaeosaurus und anderen Dromaeosaurinen kurz und breit, während sie bei Velociraptorinen lang und hakenartig waren. Die Dentikelreihe ist an der Zahnspitze nahe der Mittellinie des Zahns, verläuft dann aber auf die linguale (zungenseitige) Seite des Zahns. Dies ist ein wichtiges Merkmal, mit der sich Dromaeosaurus-Zähne identifizieren lassen.
Es ist nicht bekannt, ob Dromaeosaurus wie viele andere Dromaeosauriden eine vergrößerte Sichelkralle an der zweiten (inneren) Zehe trug. Die Zehenglieder (Phalanges) der zweiten Zehe waren jedoch robuster als bei Deinonychus, Velociraptor und Saurornitholestes, und ähnelten denen von der verwandten Gattung Adasaurus. Adasaurus jedoch hatte lediglich eine reduzierte Sichelkralle, die nicht größer war als die Krallen der übrigen Zehen; dies könnte darauf hinweisen, dass auch Dromaeosaurus keine vergrößerte Sichelkralle besaß.

## Ernährung

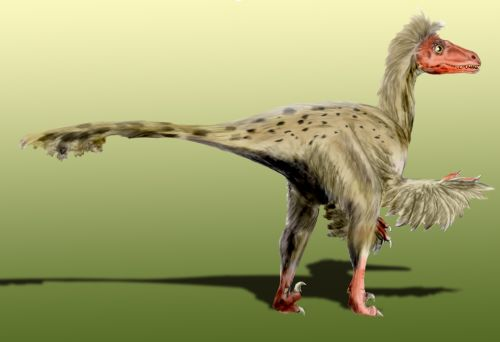
Lebendrekonstruktion von Dromaeosaurus albertensis

Eine biomechanische Studie von François Therrien und Kollegen (2005) hat ergeben, dass Dromaeosaurus eine stärkere Bisskraft hatte als andere Dromaeosauriden. So war der Biss von Dromaeosaurus stärker als der von Deinonychus und gar drei Mal so stark wie bei Velociraptor. Therrien und Kollegen schließen aus ihren Ergebnissen, dass Dromaeosaurus und vielleicht auch andere Dromaeosaurinen ein anderes Jagdverhalten zeigten als die schmalschnäuzigen Velociraptorinen: So könnte Dromaeosaurus seine Beute mit kräftigen Bissen verwundet haben, während sich Velociraptorinen mehr auf ihre Sichelkrallen verlassen haben könnten. Der Kiefer von Dromaeosaurus sei laut den Forschern jedoch nicht dazu geeignet gewesen, kräftige Beutetiere festzuhalten.

## Forschungsgeschichte
Die ersten Überreste entdeckte der bedeutende Paläontologe Barnum Brown 1914 in der Nähe des Red Deer River in der kanadischen Provinz Alberta während einer Expedition des American Museum of Natural History. Heute ist der Fundort als Little Sandhill Creek bekannt und liegt innerhalb des Dinosaur Provincial Parks. Diese Gesteine stammen aus dem Campanium und gehören zur Dinosaurier-Park-Formation. Der Fund (Holotyp, Exemplarnummer AMNH 5356) besteht aus einem 24 cm langen fragmentarischen Schädel, einigen Zehenknochen und einen linken Mittelfußknochen (Metatarsal I). Auf dieser Grundlage stellen Brown und William Diller Matthew (1922) in einer vorläufigen Veröffentlichung die neue Gattung Dromaeosaurus mit der Typusart Dromaeosaurus albertensis auf. Da der Schädel unvollständig und noch nicht vollständig präpariert war, kündigten sie eine umfangreichere Beschreibung an, die in einem späteren Artikel erscheinen sollte. Matthew und Brown ordneten Dromaeosaurus zusammen mit Gorgosaurus, Albertosaurus und Tyrannosaurus der Familie Deinodontidae (heute Tyrannosauridae) zu. Dennoch hielten sie die Unterschiede zu anderen Deinodontiden für groß genug, um Dromaeosaurus innerhalb der Deinodontidae in eine eigene Unterfamilie einzuordnen, die Dromaeosaurinae. Der Name Dromaeosaurus bedeutet so viel wie „rennende Echse“ (Gr.: δρομεύς/dromeus = „rennen“, σαῦρος/sauros = „Echse“) und soll ein Tier hinweisen, die im Gegensatz zu anderen Deinodontiden klein und leichtgebaut war.

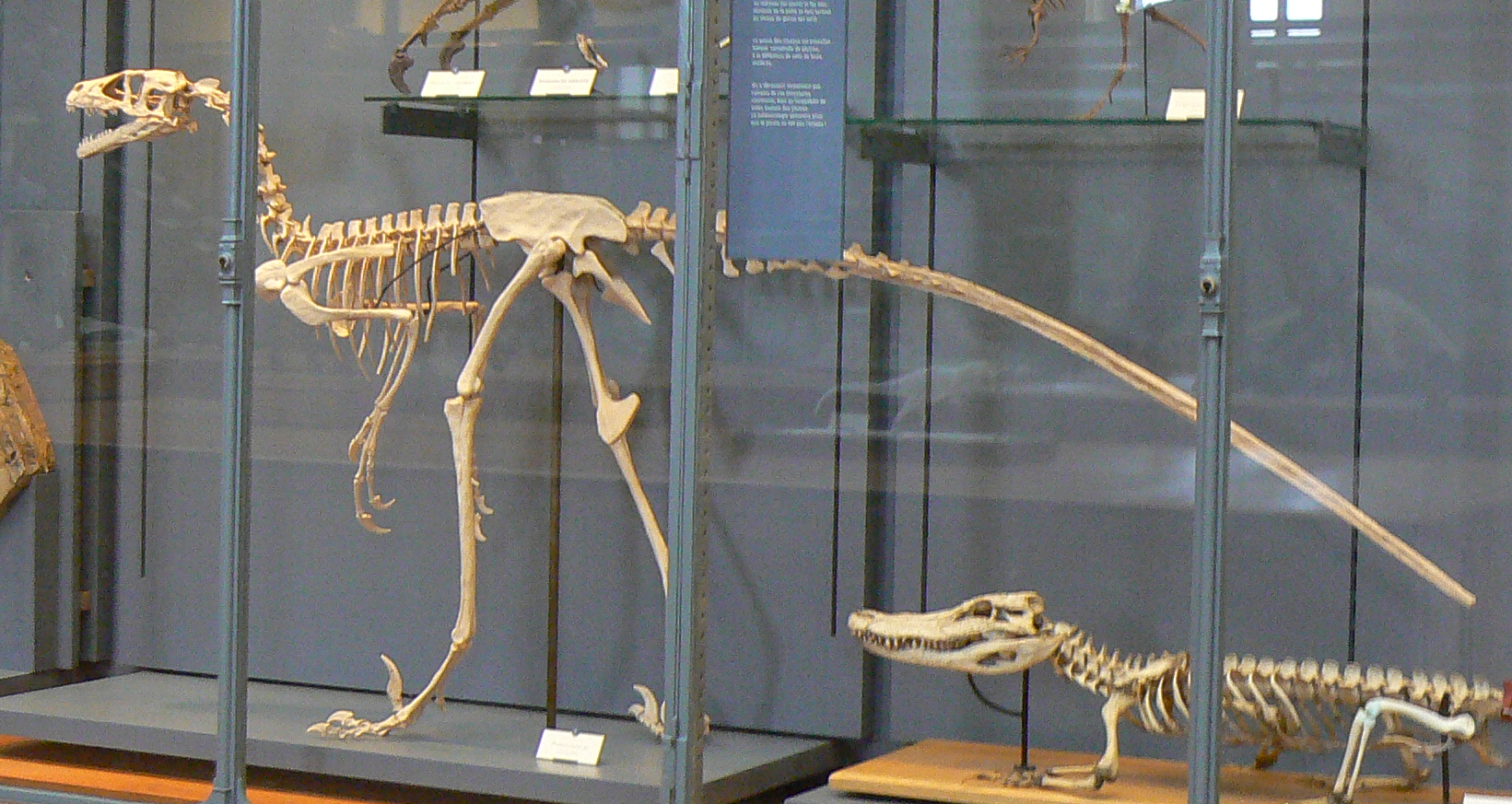
Skelettrekonstruktion von Dromaeosaurus albertensis

Eine vollständige Beschreibung des Fundes wurde erst 1969 von Colbert und Russell veröffentlicht. Zwischenzeitlich wurde der Schädel für Ausstellungen vorbereitet, wobei fehlende Elemente durch gefärbten Gips und Kleber ergänzt wurden, was die Beschreibung erschwerte – so überdeckten die modellierten Elemente anatomische Details; manchmal war die Rekonstruktion gar so gut, dass es schwierig war, echte von künstlichen Elementen zu unterscheiden. Später, nach der Beschreibung von Colbert und Russell, wurde der Schädel beschädigt. Das hauptsächlich aus modellierten Elementen bestehende Schädeldach wurde dabei vom Rest des Schädels getrennt, das Fragment des Scheitelbeins (Parietale) ging verschollen. Durch die Beschädigung wurden jedoch auch Merkmale freigelegt, die bisher nicht sichtbar waren. Nach einer erneuten Präparation, bei der fast alle modellierten Elemente sowie verbleibende Gesteinsmatrix entfernt wurde, veröffentlichte Philip Currie 1995 eine weitere, ergänzende Beschreibung, die teilweise auf einem Computertomographie-Scan des Schädels beruht.
Neben dem Holotyp-Skelett sind lediglich wenige fragmentarische Knochen bekannt. Funde aus der Judith-River-Gruppe von Alberta und Montana schließen ein isoliertes Frontale (Exemplarnummer NMC 12349), ein fragmentarisches Dentale und 30 isolierte Zähne mit ein. Einige Zähne aus der Dinosaurier-Park-Formation beschrieb Cope (1876) ursprünglich als Laelaps explanatus, gehörten möglicherweise jedoch zu Dromaeosaurus und werden manchmal als eigene Art, Dromaeosaurus explanatus, geführt. Ein Zehenglied, eine Kralle und verschiedene isolierte Dentale wurden einst Dromaeosaurus zugeschrieben, gehörten tatsächlich aber zu dem verwandten Saurornitholestes langstoni. Ein teilweiser Mittelfuß aus der Laramie-Formation von Colorado wurde ursprünglich als Ornithomimus minutus beschrieben (Marsh, 1892), dann aber von Russell (1972) als weitere mögliche Art von Dromaeosaurus beschrieben, Dromaeosaurus minutus. Heute wird diese Art als Nomen dubium (dubioser Name) betrachtet. Andere Überreste, die evtl. zu Dromaeosaurus gehören könnten, stammen aus der Prince-Creek-Formation von Alaska und sind etwa 66 Millionen Jahre alt (Maastrichtium).